# ( ) (film)
Pour plus de détails, voir Fiche technique et Distribution.
( ) est un film muet de 2003 réalisé par Morgan Fisher.
Le film est entièrement constitué de plans d'insertion extraits de longs métrages, considérant le « statut de l'insert d'une manière ingénieuse », selon l'experte en cinéma Susan Oxtoby.

## Synopsis
P. Adams Sitney, professeur d'art visuel à l'université de Princeton, a écrit un court essai pour Artforum International Medium Shots : the films of Morgan Fisher dans lequel il décrit le film ( ). « Le film le plus récent de Fisher, ( ), réussit étonnamment à reprendre l'idée similaire de Frampton avec Hapax Legomena : Remote Control (1972) ; il utilise des méthodes aléatoires pour libérer l'inconscient narratif d'un ensemble de films choisis au hasard. ( ) est entièrement constitué d'« inserts » de longs métrages organisés selon les principes oulipiens. Les inserts étaient généralement tournés par des assistants lorsque des acteurs vedettes, des équipes nombreuses ou des décors coûteux n'étaient pas nécessaires. Ils comprennent des détails d'armes, de blessures, de lettres, de signes, de pierres tombales, de machines, de jeux de hasard, de montres, d'argent et même de caresses intimes. Fisher a extrait les inserts d'un certain nombre de films qu'il a collectés à cette fin et les a montés ensemble selon des contraintes qu'il ne révèle pas entièrement ; il place les inserts d'un film donné dans l'ordre dans lequel ils apparaissent dans ce film, mais deux inserts d'un même film ne se suivent jamais directement dans son assemblage. En les alternant, on entrevoit la violence, l'intrigue, les jeux de hasard et l'aventure sexuelle ».

## Projection
( ) est projeté le 18 octobre 2003, lors du festival du film de New York et le 13 septembre 2004 au Festival international du film de Toronto dans le cadre de la programmation Wavelengths.

## Analyse
Fisher déclare à propos de son film : « Les inserts sont avant tout des instruments. Ils ont un travail à faire, et ils le font ; ils ne font pas grand-chose d'autre, voire rien du tout. Parfois, les inserts sont remarquablement beaux, mais cette beauté est généralement difficile à voir parce que la seule chose qui compte est la nouvelle, l'information exposée, que l'insert transmet... J'ai appris par hasard que la racine de « parenthèse » est un mot grec qui signifie l'action d'insérer. C'est ainsi que le titre du film m'a été donné ».